# Via Venti Settembre (Rome)
La Via Venti Settembre (en français :  rue du 20 septembre) est une rue de Rome qui relie la via delle Quattro Fontane à la piazzale di Porta Pia. Elle abrite plusieurs importants ministères.

## Nom
Le nom fait référence à la brèche de Porta Pia, à travers laquelle les « bersaglieri » de l'armée italienne sont entrés dans la ville en 1870. Il fut proposé au Conseil municipal de Rome de délibérer du 16 du 30 septembre 1871, pour renommer l'ancienne via Porta Pia en référence à cet évènement, et également, par extension, le rione Monti.
La rue, un temps appelée via de la Montecavallo allant à la Porta Nomentana, correspond à l'ancienne via dell'Alta Semita, qui traverse la colline du Quirinal. L'avenue a été ouverte par le pape Pie IV à Porta Pia, c'est pourquoi elle portait le nom de Via Porta Pia, jusqu'au 30 septembre 1871.

## Edifices
- Palazzo delle Finanze (Ministère des Finances)
- Palazzo Esercito (Ministère de la Défense)
- Palazzo Baracchini (Ministère de la Défense)
- Ministère de l'Agriculture
- Palais Calabresi (Ambassade de l'Inde)
- Eglise Santa Maria della Vittoria

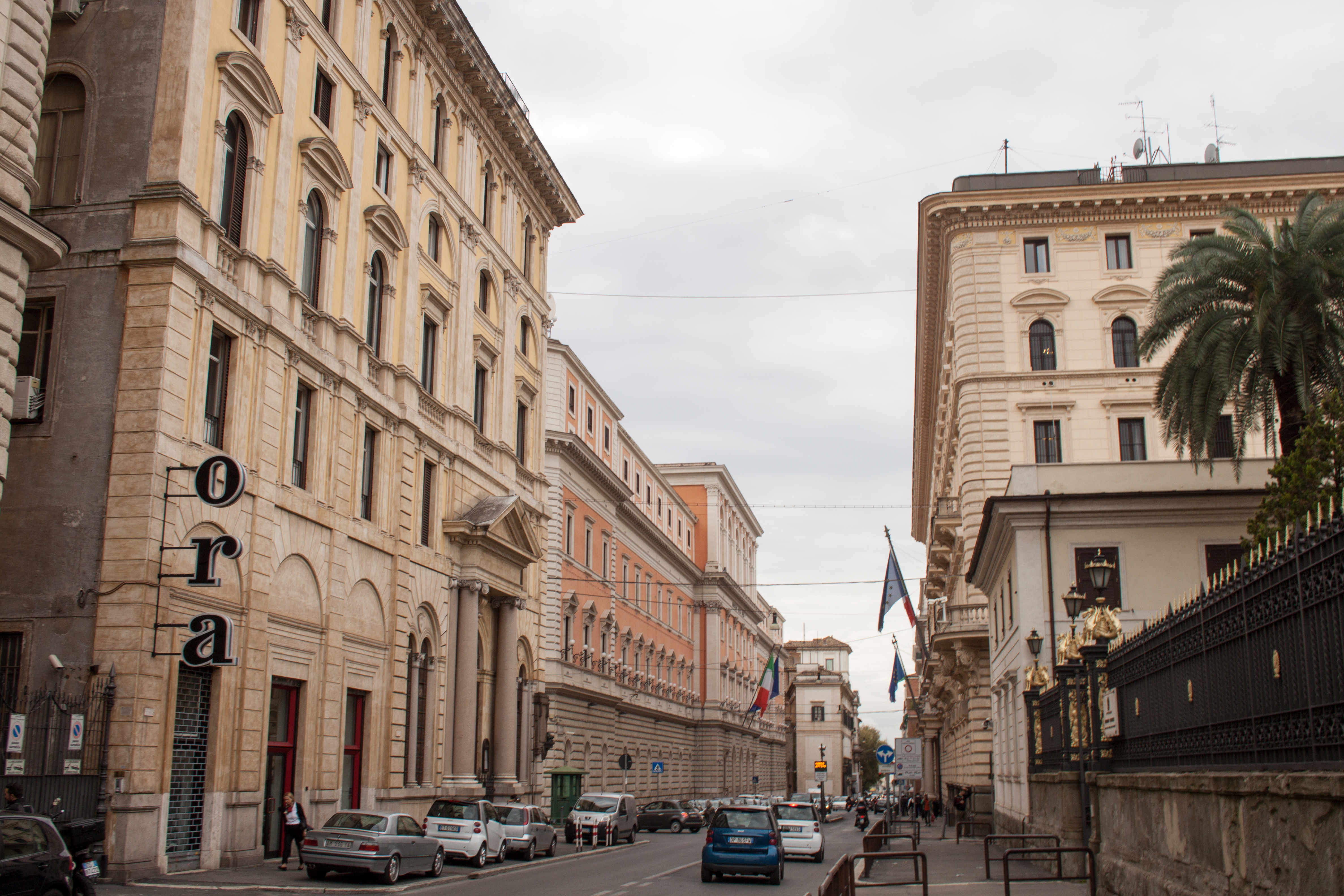
Vue de la Piazza San Bernardo
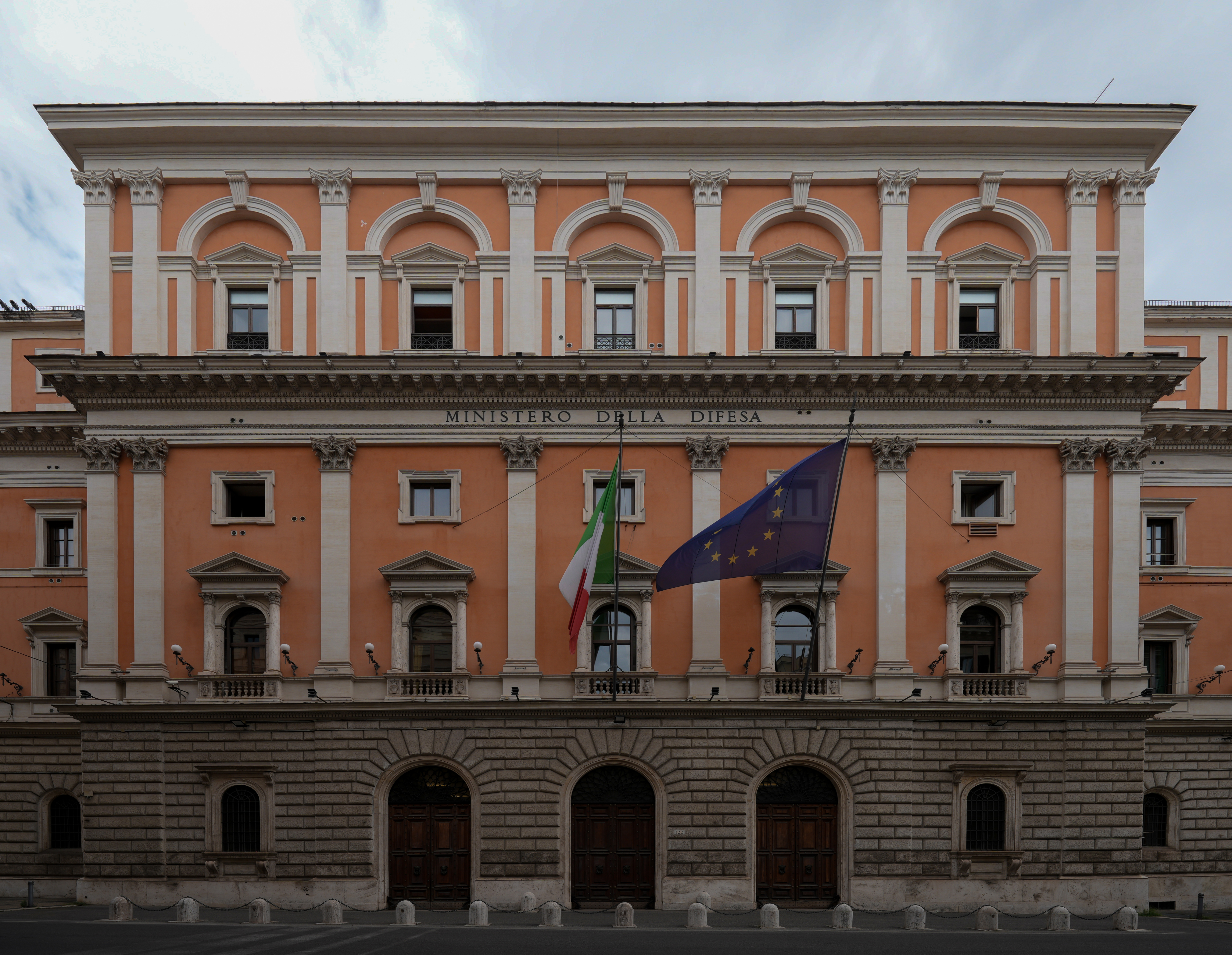
Ministère de la Défense
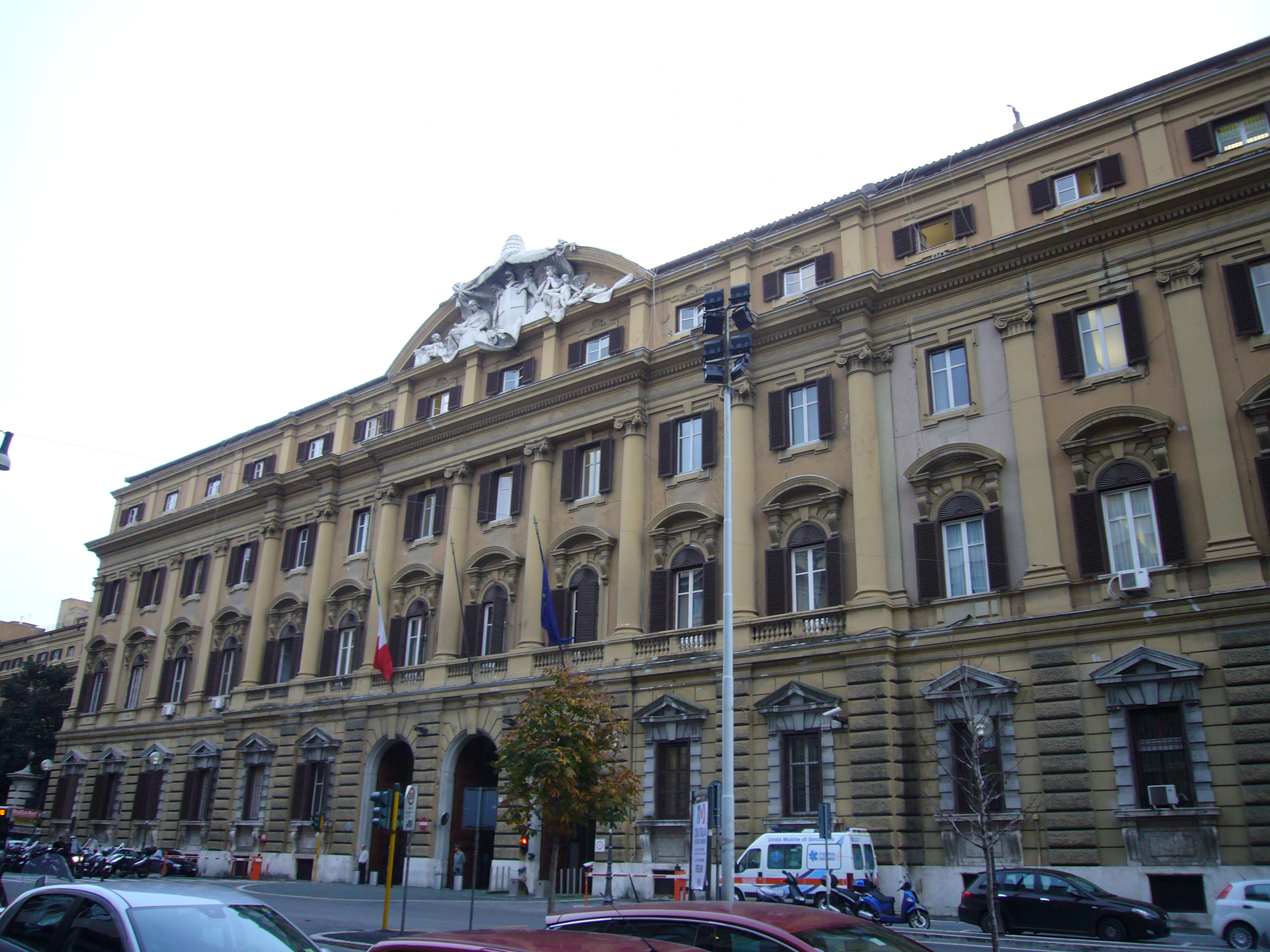
Ministère des Finances
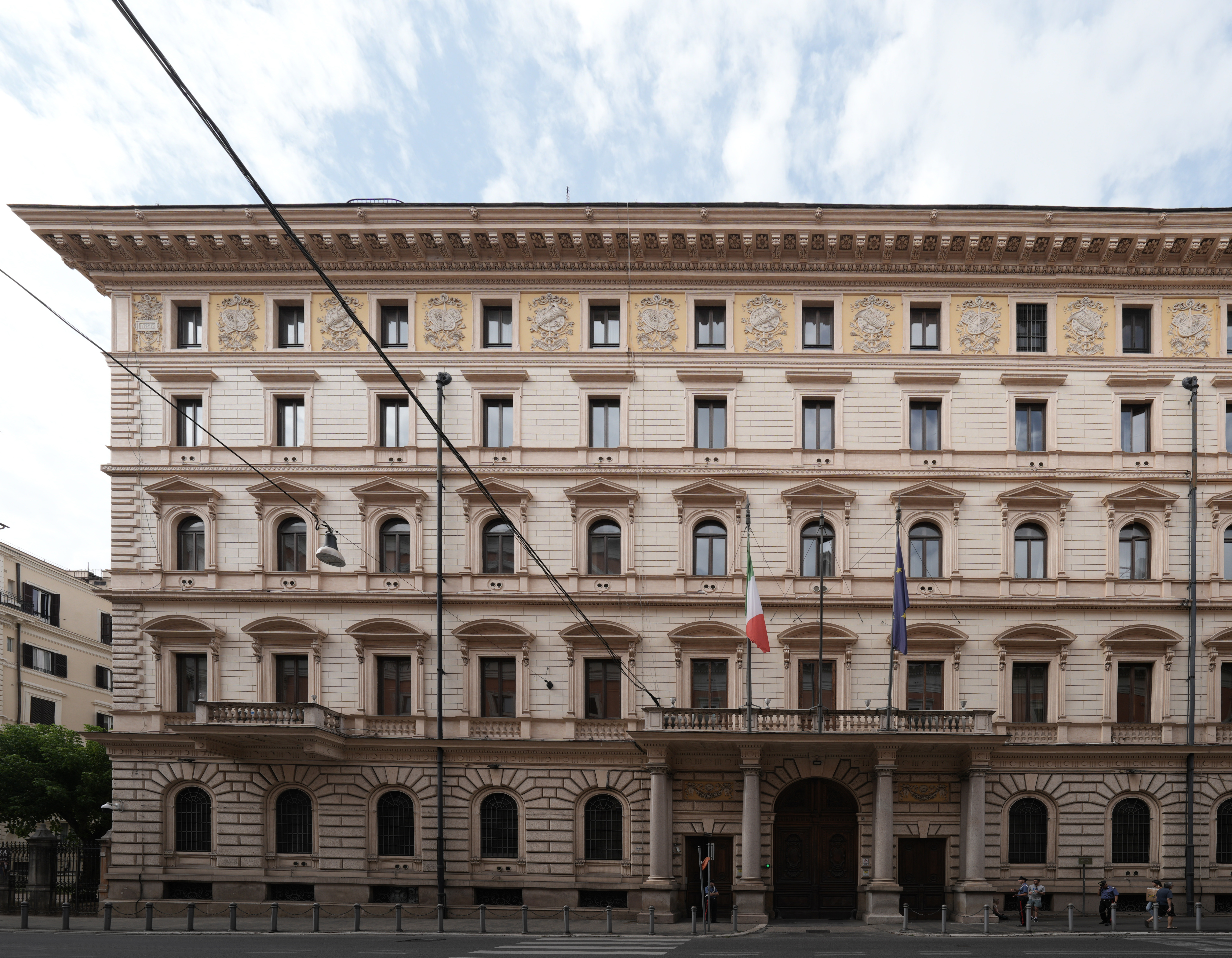
Ambassade de l'Inde